# Île Funk
Pour les articles homonymes, voir Funk (homonymie).
L'île Funk (en anglais : Funk Island) est une petite île rocheuse isolée et inhabitée, située à environ 60 km au nord-est de Terre-Neuve en Atlantique Nord.
L'île Funk abrite d'importantes colonies d'oiseaux marins dont de petits pingouins (Alca torda) et fut un des derniers sites de nidification du Grand Pingouin avant son extinction au XIXe siècle. D'ailleurs le premier nom occidental de l'île était Pinguin Island. L'île est aujourd'hui une réserve écologique composée d'une zone protégée terrestre de 20 ha et d'une autre marine de 500 ha.

## Géographie
De forme grossièrement trapézoïdale avec une longueur maximale de 800 m et une largeur de 300 m, pour une altitude maximale de 14 m. Elle est composée de granit feldspathique et est traversée sur un axe nord-ouest par deux lignes de faille distinctes parallèles. La partie nord-ouest de l'île est principalement rocheuse, la partie centrale est couverte d'une maigre végétation et la plus grande partie de l'île au sud-ouest qui couvre près de la moitié de l'île est couverte d'herbe, de mousses et de lichen.
Il est très difficile d'accoster sur l'île. Par temps calme, il n'existe que trois lieux d'accostage possibles.

## Histoire
Au XIXe siècle les marins qui venaient pêcher le thon au large de Terre-Neuve avaient pris l'habitude de venir se ravitailler sur l'île, et ont exterminé les derniers spécimens de Grand Pingouins, oiseaux incapables de voler, et dont la chair était appréciée. L'île est à présent protégée, et abrite la plus grande colonie au monde de guillemots marmettes.